# 1824 en mathématiques
Cette page présente les faits marquants de l'année 1824 en mathématiques.

## Naissances
- 7 mars : Delfino Codazzi (mort en 1873), mathématicien italien.
- 9 juillet : Wawrzyniec Żmurko (mort en 1889), mathématicien polonais
- 7 octobre : Lorenzo Respighi (mort en 1889), astronome et mathématicien italien.
- 22 décembre : Francesco Brioschi (mort en 1897), mathématicien italien.

## Décès
- 7 septembre : Benjamin de Lesbos (né en 1759), moine et mathématicien grec.

- 16 septembre : Sakabe Kōhan (né en 1759), mathématicien japonais.